# تحية ميهوب
ممثلة سورية ولدت بمحافظة طرطوس إحدى محافظات سوريا في 26 مارس

## حياتها
بدات حياتها كانت تشارك في الفعاليات المدرسية وخاصة المناسبات الوطنية والمسرح المدرسي إضافة إلى أنها كانت تحضر تصوير عدة مسلسلات في قريتها طرطوس وهذا وكان هذا يزيد شغفها وتوجهها نحو الفن .فتوجهت نحو المسرح أولاً ومن ثم شاركت بمسلسل الولادة من الخاصرة الذي كان أولى انطلاقاتها في عالم الفن. وفي عام 2008 شاركت أول مسرحياتها (سياج الياسمين) في مركز الأمل للمعاقين بعدها شاركت بمسرحيات للأطفال مع فرقة مسرحية متنقلة كانت تعرض في كل أنحاء سورية وشاركت بمسرحيات مع فنانين كبار مع الفنان حسن دكاك ومع الفنان القدير ياسين بقوش

## أعمالها
- 2022 : كسر عضم
- 2019 : أثر الفراشة
- 2019 :  أهل الوفا
- 2019 :  بقعة ضوء ج14
- 2019 :  غفوة القلوب
- 2019 :  كرسي الزعيم
- 2018 :  رائحة الروح
- 2017 : حكم الهوى
- 2017 :  عطر الشام ج2
- 2016 : عطر الشام ج1
- 2016 :  نبتدي منين الحكاية
- 2015 :  طوق البنات ج2
- 2014 : الحب كله
- 2013 ؛ الولادة من الخاصرة 3: منبر الموتى
- 2010 : هي دنيتنا

## وصلات خارجية
- تحية ميهوب على موقع قاعدة بيانات الأفلام العربية
- الفنانة تحية ميهوب على موقع فور يونت